# Acacia podalyriifolia

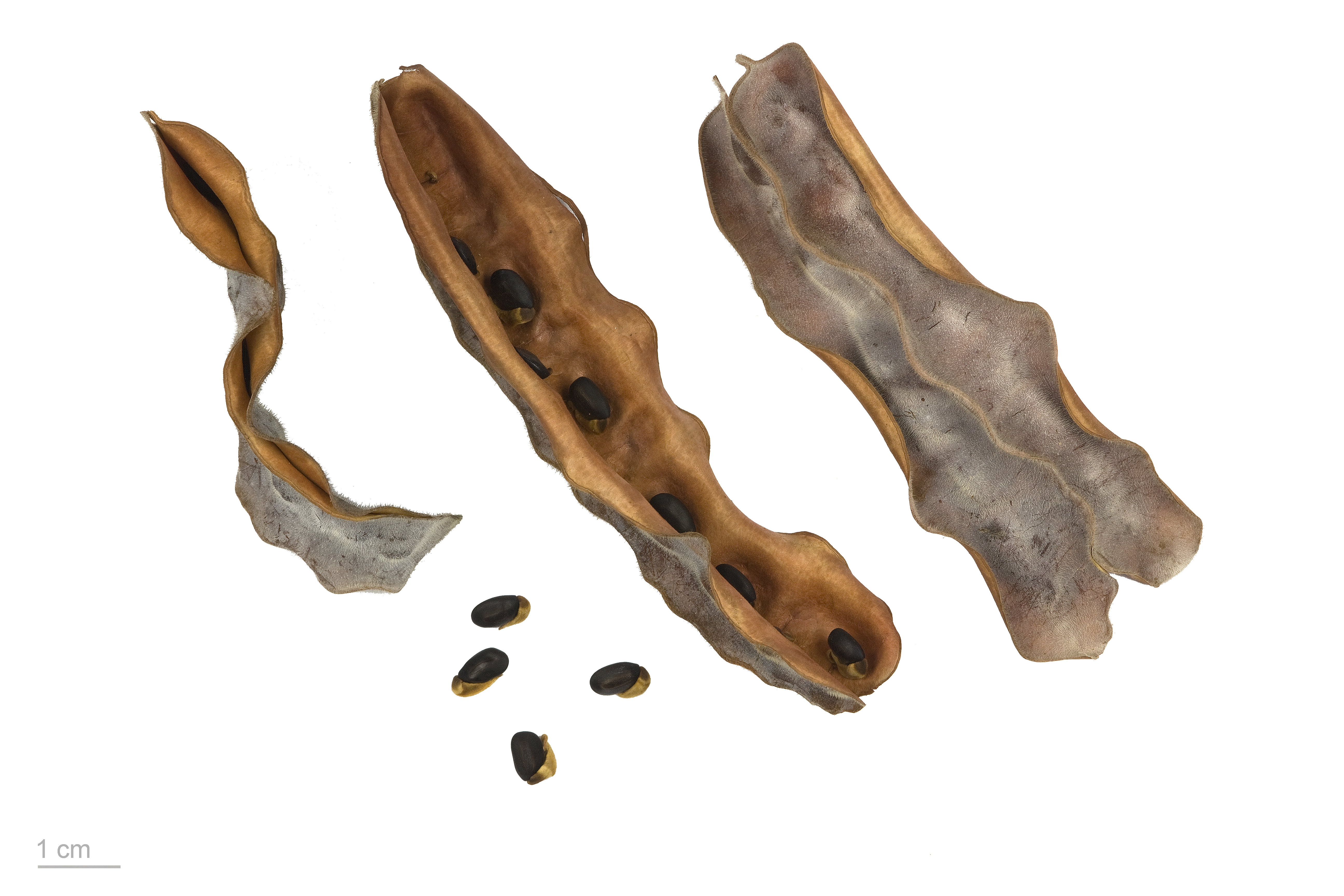
Acacia podalyriifolia - MHNT

Acacia podalyriifolia é uma espécie de leguminosa do gênero Acacia, pertencente à família Fabaceae.